# Taoufik Hicheri
Taoufik Hicheri (ur. 8 sierpnia 1965 w Tunisie) – tunezyjski piłkarz grający na pozycji obrońcy. W swojej karierze rozegrał 53 mecze i zdobył 3 bramki w reprezentacji Tunezji.

## Kariera klubowa
Swoją karierę piłkarską rozpoczął w klubie Espérance Tunis. W 1984 roku zadebiutował w nim w pierwszej lidze tunezyjskiej. Grał w nim do końca sezonu 1990/1991. W latach 1985, 1988, 1989 i 1991 wywalczył z nim cztery mistrzostwa Tunezji. Zdobył też trzy Puchary Tunezji (1986, 1989, 1991).
W 1991 roku przeszedł do portugalskiej Vitórii Guimarães. Po trzech sezonach gry w Vitórii wrócił do Tunezji i w latach 1994-1997 występował w CS M'saken. W 1997 roku wrócił do Espérance. W 1998 i 1999 roku został z nim mistrzem kraju. W tym drugim przypadku sięgnął również po Puchar Tunezji. Z Espérance wygrał też Afrykański Puchar Zdobywców Pucharów w 1998 roku. W 1999 roku zakończył karierę.

## Kariera reprezentacyjna
W reprezentacji Tunezji zadebiutował w 1989 roku. W 1994 roku rozegrał jeden mecz w Pucharze Narodów Afryki 1994, z Mali (0:2), w którym został ukarany czerwoną kartką.
W 1998 roku Hicheri został powołany do kadry Tunezji na Puchar Narodów Afryki 1998. Wystąpił na nim w trzech meczach: z Ghaną (0:2), z Togo (3:1) i ćwierćfinale z Burkina Faso (1:1, k. 7:8). Od 1989 do 1998 roku rozegrał w kadrze narodowej 53 mecze oraz strzelił 3 gole.